# Macraspis clavata
Macraspis clavata är en skalbaggsart som beskrevs av Olivier 1789. Macraspis clavata ingår i släktet Macraspis och familjen Rutelidae. Inga underarter finns listade i Catalogue of Life.